# Museo nazionale del tè
Il museo nazionale del tè di Cina (in cinese 中国 茶叶 博物馆,  in cinese standard Zhongguo chaye bowuguan) è un'area espositiva dedicata alla coltivazione, all'arte e alla degustazione del tè in Cina. Si trova  nel villaggio di Shuangfeng, vicino ad Hangzhou nella Provincia di Zhejiang.
Il museo si sviluppa nelle piantagioni di tè su una superficie di 3,7 ettari con padiglioni, laghetti, corridoi di fiori... Il suo percorso si snoda attraverso sei sale espositive che mostrano separatamente la storia, le collezioni di ceramiche (contenitore per il tè delle dinastie Tang, Song, Ming e Qing), la sua conservazione, i differenti tipi di tè,  i costumi sul tè di ogni periodo storico e ogni regione e gli epigrafi di visitatori celebri.
Il museo ha anche creato una dozzina di cerimonie del tè come il Tè zen, Cerimonia del tè del Lago ovest, Tè macinato, Tè del contadino, ecc., che sono eseguite nel museo, ma anche a Pechino, Shanghai, Guangzhou e in altri paesi, tra cui Giappone, Vietnam, Australia e Germania. 

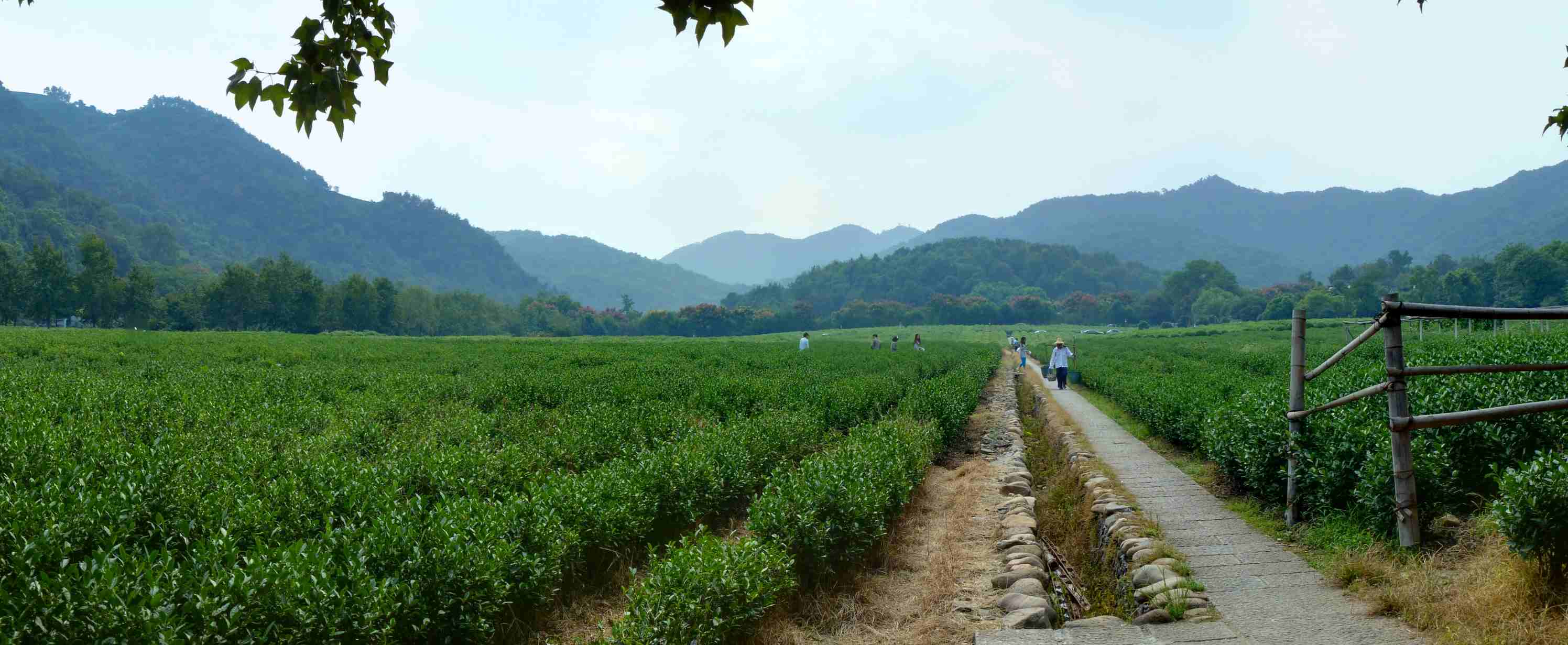
Le piantagioni dell'area museale
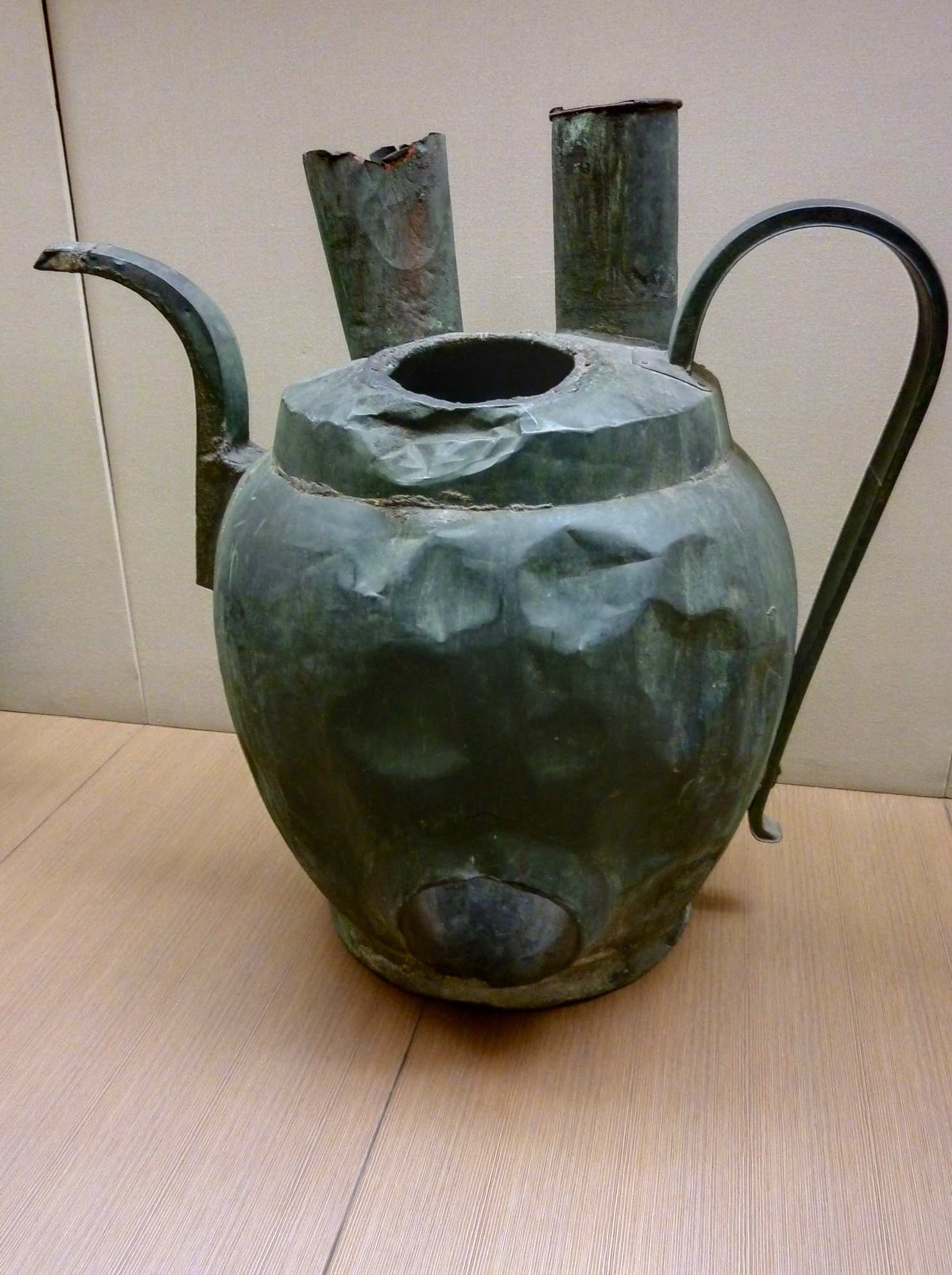
Antico bollitore